# エミール・マツゥー

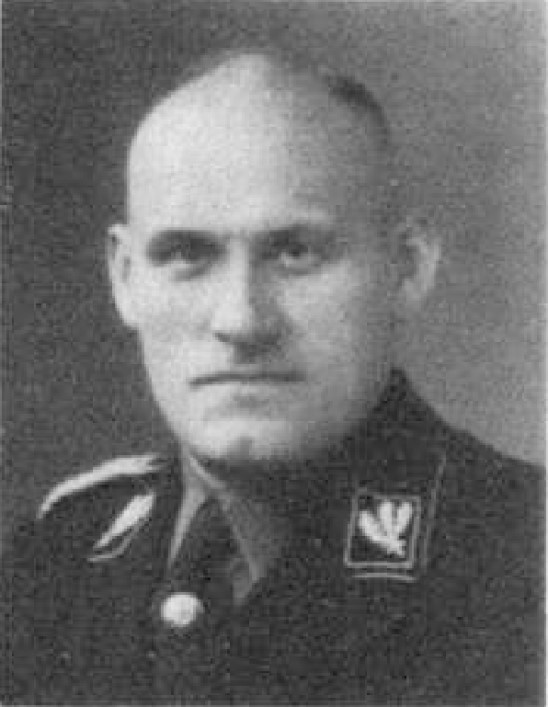
エミール・マツゥー

エミール・ゴットリープ・マツゥー（Emil Gottlieb Mazuw、 1900年9月21日 - 1987年12月11日）は、ナチス・ドイツの親衛隊の将軍。最終階級は親衛隊大将、武装親衛隊大将及び警察大将。

## 略歴
エッセンに工場労働者の息子として生まれる。学校卒業後に機械製作工及び整備士の訓練を受ける。1918年4月にドイツ海軍に入隊し、軽巡洋艦ドレスデンの乗組員となる。終戦後のスカパ・フローでのドイツ艦隊の自沈後に捕虜収容所に送られる。その後1921年6月まで海軍に在籍した。1925年までは錠前師や機械製作工として働いたが、その後1932年まで失業した。
1928年4月1日に国家社会主義ドイツ労働者党に入党（党員番号85,231）。同年に突撃隊に入隊し1930年まで所属した。1930年6月7日に親衛隊入隊（隊員番号2,556）。11月18日にコーブルクの親衛隊第63小隊指揮官となる。1932年2月4日には親衛隊第41連隊指揮下の第1大隊指揮官となり、9月10日に親衛隊第41連隊指揮官となる。1933年11月20日にレーゲンブルクの親衛隊第XXVIII地区指揮官となり、1934年9月1日にシュテッティンの親衛隊第 XIII地区指揮官となる。:1936年4月1日に親衛隊上級地区「北」（1940年2月に親衛隊上級地区「バルト海」に改名）指導者に任命される。1936年3月29日に選挙区6区（ポンメルン）選出の国会議員となる。1937年4月12日に少尉として第25歩兵連隊で訓練を受ける。1938年8月28日に「北」親衛隊及び警察高級指導者（後に「バルト海」親衛隊及び警察高級指導者に改名）に任命される。1940年にポンメルンの州知事に任命される。またポンメルンの国家保険局長にもなっている。また1940年には歩兵連隊(自動車化) ライプシュタンダーテ SS アドルフ・ヒトラーの予備役将校となる。
戦後逮捕され、1948年の非ナチ化裁判より懲役8年の判決を言い渡され、また1951年には、1933年に行った政治犯やユダヤ人への虐待により8年半の実刑判決を受けた。釈放後は会社員となった。1987年12月11日にカールスルーエで死去した。

## キャリア

### 階級
- 1930年11月18日、親衛隊少尉
- 1932年2月4日、親衛隊大尉
- 1932年4月11日、親衛隊少佐
- 1933年1月30日、親衛隊大佐
- 1934年3月20日、親衛隊上級大佐
- 1936年1月30日、親衛隊少将
- 1936年9月13日、親衛隊中将
- 1941年4月15日、警察中
- 1942年4月20日、親衛隊大将及び警察大将
- 1944年7月1日、武装親衛隊大将

### 受章歴
- 戦功十字章
  - 一級剣付戦功十字章
  - 二級剣付戦功十字章
- 鉄十字勲章
  - 二級鉄十字章（1940年）
- 名誉十字章前線戦士章
- 黄金ナチ党員バッジ
- 勤続章（ドイツ語版）
  - ナチ党勤続章
    - 銀章
- ドイツスポーツ勲章（ドイツ語版）
  - 銀章
- SAスポーツ勲章（ドイツ語版）
  - 金章
- ドイツ乗馬勲章
  - 銅章
- 親衛隊全国指導者名誉長剣
- 親衛隊名誉リング